# الحركة المصرية من أجل التغيير

شعار الحركة المصرية من أجل التغيير

الحركة المصرية من أجل التغيير (كفاية) هي تجمع فضفاض من مختلف القوى السياسية المصرية هدفت منذ تدشينها إلى تأسيس شرعية جديدة في مصر، بعد تنحية نظام حسني مبارك عن السلطة. منذ بدايتها ركزت الحركة على رفضها للتجديد للرئيس حسني مبارك لفترة رئاسة خامسة، ورفضها ما رأته مناورات سياسية وتشريعية وإعلامية هدفها التمهيد لتولي ابنه جمال مبارك الرئاسة من بعده، فرفعت شعاري لا للتمديد لا للتوريث.
وصف الدكتور يحيى القزاز غياب حركة كفاية عن المشهد السياسي الحالي بعد ثورة 25 يناير بأن «الكيانات الوطنية (مثل حركة كفاية) تضعف، لكنها لا تموت».

## منسقي الحركة
- جورج إسحاق
- عبد الوهاب المسيري
- عبد الجليل مصطفى
- عبد الحليم قنديل
- مجدي أحمد حسين
- محمد الأشقر
- عبد الرحمن الجوهري

## جذور الحركة
بعد التغيير الوزاري المصري في يوليو 2004، صاغ ثلاثمائة من المثقفين المصريين والشخصيات العامة التي تمثل الطيف السياسي المصري بأكمله وثيقة تأسيسية تطالب بتغيير سياسي حقيقي في مصر، وبإنهاء الظلم الاقتصادي والفساد في السياسة الخارجية. واختار الموقعون تحويل مشروعهم لمشروع حركي، وتوافقوا على أن يكون رفضهم للرئيس المصري آنذاك حسني مبارك هو أساس حركتهم، ومن هنا جاء اسم الحركة «كفاية».
اعتمدت حركة كفاية أسلوب التظاهر في أغلب محطاتها المعارضة للنظام المصري. وقد رد النظام على تنامي الحركة - وصلت ل22 محافظة من أصل 26 محافظة في مصر ككل - بحملات أمنية وصفتها منظمات حقوقية محلية وإقليمية وعالمية بأنها حملات وحشية.
حازت الحركة على دعم إعلامي مكثف من الصحف المعارضة، خاصة وأن ضغوط كفاية قد ساهمت في رفع سقف التعبير النقدي في المجال العام المصري. فقد تناول العديد من الصحفيين وبصورة شبة يومية شخصيات كان من المحظور تماما قبل بزوغ حركة كفاية الإشارة إليها مثل أسرة الرئيس المصري وخاصة زوجته وولده جمال المرشح لخلافة مبارك على عرش مصر كما تقول الحركة.
أسست كفاية على النظام الشبكي المرن وراعت في تنظيمها المبادرة الفردية والعمل في مجموعات عمل صغيرة مما أضفى على الحركة مرونة كبيرة. وفي الوقت نفسه وصف قطاع من أعضائها تطور وضع الحركة معتبرا أنها فقدت السيطرة على علاقة أعضائها بتيار الأحداث، فتحولت من متابعة أحداث لصانعة أحداث في بعض المواقف.
وقد أدى انتشار كفاية «الحركة المصرية من أجل التغيير» لظهور حركات نوعية وفئوية خاصة مثل «شباب من أجل التغيير»، «عمال من أجل التغيير»، صحفيون من أجل التغيير، «طلاب من أجل التغيير».
كما انتشرت المطالب المهنية والحرياتية في ربوع مصر، فخرج من عباءة الحركة عدد من الكوادر والأفكار التي استفادت منها حركات سياسية في نشاطات موازية

## قيادات الحركة
لكون الحركة غير هادفة للوصول إلى السلطة فإنها استطاعت أن تجتذب الكثير من المثقفين المعتدلين والذين لا يسعون للحكم وهذا هو ما زاد من شعبيتها.
ومن أبرز قيادات الحركة
1. عبد الوهاب المسيري
2. جورج إسحاق
3. مجدي قرقر
4. أمين إسكندر
5. أبو العلا ماضي
6. عصام سلطان
7. ضياء الصاوي
8. أحمد بهاء الدين شعبان
9. كمال خليل
10. حمدين صباحي
11. د. يحيى القزاز

## مظاهرات كفاية
- 12 ديسمبر 2004 أمام دار القضاء العالي بالقاهرة
- 4 فبراير 2005 في معرض القاهرة للكتاب
- 21 مارس 2005 في ميدان التحرير بالقاهرة
- 30 مارس 2005 في ثلاث محافظات
- 27 أبريل 2005 في 15 محافظة
- 25 مايو 2005 يوم الاستفتاء على الدستور
- 1 يونيو 2005 في نقابة الصحافيين
- 8 يونيو 2005 أمام ضريح سعد زغلول
- 6 أبريل 2008 ضمن دعوة الإضراب العام في مصر

لثاني أربعاء على التوالي، احتشد ما يقارب ثلاثة آلاف شخص من الساعة الثامنة وحتى العاشرة مساء عند ضريح سعد زغلول بالقاهرة حاملين الشموع احتجاجا على اعتداء أتباع الحزب الوطني الديمقراطي على متظاهرين، تحت نظر قوات الأمن المصرية.

## مندرة كفاية
ولحركة كفاية منتدى على شبكة النت يدعى مندرة كفاية وهو تابع للموقع الرسمي للحركة.

## وضعها الحالي
ساهمت حركة كفاية مثلها مثل العديد من الحركات الثورية في إندلاع ثورة 25 يناير 2011 ضد نظام الرئيس حسني مبارك مما أدى إلى تنحيه عن الحكم. قال يحيى القزاز أحد مؤسسي الحركة في تصريحات صحفية عام 2015 أنه «عندما قامت ثورة 25 يناير، لم يعد لكفاية دور رئيسي، لأن ما كانت تطالب به من رفض للتمديد والتوريث، حدث بالفعل بإسقاط مبارك، وعليه، فقد أدّت الحركة دورها».

## وصلات خارجية
- الحركة المصرية من أجل التغيير (كفاية)
- المصري فاقد للشرعية ومغتصب للسلطة عن طريق التزوير»
- كفاية النشأة والتطور والانجازات»